# Монастирське (Косів)
Монастирське — колишнє село, нині мікрорайон у місті Косові, який знаходиться поряд зі старим монастирем. 
Села Монастирське і Москалівка були приєднані до міста Косів на початку 1930-х років.
У 1900 р. населення Косова було: 2500 євреїв, 496 українців, 356 поляків, з приєднанням цих двох сіл українське населення міста зросло майже на 4 тисячі.

## Відомі люди
- Грабовенський Іван — український громадський діяч, отаман (майор) Української Галицької Армії, повітовий військовий комендант Дрогобича.
- Павлик Михайло Іванович — український письменник, публіцист, громадський діяч.